# Kalabalik i gangstervärlden
Kalabalik i gangstervärlden (engelska: Let's Do It Again) är en amerikansk komedifilm från 1975 i regi av Sidney Poitier. I huvudrollerna ses Sidney Poitier, Bill Cosby och Jimmie Walker.

## Rollista i urval
- Sidney Poitier - Clyde Williams
- Bill Cosby - Billy Foster
- Calvin Lockhart - Biggie Smalls
- John Amos - Kansas City Mack
- Jimmie Walker - Bootney Farnsworth
- Ossie Davis - Elder Johnson
- Denise Nicholas - Beth Foster
- Lee Chamberlin - Dee Dee Williams
- Mel Stewart - Ellison
- Julius Harris - Bubba Chop Woodson
- Billy Eckstine - Zack
- Paul Harris - Jody Tipps
- Rodolphus Lee Hayden - 40th Street Black

## Musik i filmen
- "Let's Do It Again", musik och text: Curtis Mayfield, framförd av The Staple Singers
- "Funky Love", musik och text: Curtis Mayfield, framförd av The Staple Singers
- "A Whole Lot Of Love", musik och text: Curtis Mayfield, framförd av The Staple Singers
- "New Orleans", musik och text: Curtis Mayfield, framförd av The Staple Singers
- "I Want To Thank You", musik och text: Curtis Mayfield, framförd av The Staple Singers
- "Big Mac", musik och text: Curtis Mayfield, framförd av The Staple Singers